# Уравнение Вигнера — Поляни
Уравнение Вигнера — Поляни — дифференциальное уравнение, описывающие кинетику термической десорбции молекул, адсорбированных на поверхности твёрдого тела. Названо по имени учёных, применивших данный тип уравнений для описания процессов десорбции с твёрдой поверхности.
{\displaystyle -{\frac {d\theta }{dt}}=k\theta ^{n}=Ae^{-{\frac {E_{\text{a}}}{RT}}}\theta ^{n},}
где {\displaystyle \theta } — поверхностная концентрация адсорбированных молекул (моль/м2) или степень заполнения поверхности, k — константа скорости десорбции, А — предэкспоненциальный множитель, Ea — энергия активации, R — универсальная газовая постоянная, Т — термодинамическая температура, n — порядок процесса.

## Термопрограммированная десорбция (ТПД)
Очень часто уравнение Вигнера — Поляни применяют в случае линейного повышения температуры:
{\displaystyle T=T_{0}+\beta t}, где β — скорость нагрева (К/мин),
Поставляя
{\displaystyle dt={\frac {dT}{\beta }}}
в исходное уравнение, получаем
{\displaystyle -{\frac {d\theta }{dT}}={\frac {A}{\beta }}e^{-{\frac {E_{\text{a}}}{RT}}}\theta ^{n}.}
Записанное в такой форме уравнение называют уравнением Вигнера — Поляни для линейного нагрева.

## Интегральная форма уравнения Вигнера — Поляни
Для того чтобы получить интегральное уравнение Вигнера — Поляни, необходимо взять интеграл от обеих частей от температуры начала процесса T0 до некоторой температуры Т. Строго говоря, нижний предел должен быть нулём температуры, но скорость термодесорбции при низких температурах настолько мала, что ею можно полностью пренебречь.
{\displaystyle -\int _{T_{0}}^{T}{\frac {d\theta }{\theta ^{n}}}=\int _{T_{0}}^{T}{\frac {A}{\beta }}e^{-{\frac {E_{\text{a}}}{RT}}}\,dT.}
Интеграл в левой части легко берётся аналитически, в зависимости от порядка десорбции n:
{\displaystyle -\int _{T_{0}}^{T}{\frac {d\theta }{\theta }}=\ln {\frac {\theta (T)}{\theta (T_{0})}}} для n = 1,
{\displaystyle -\int _{T_{0}}^{T}{\frac {d\theta }{\theta ^{n}}}={\frac {1}{-n+1}}\left[{\frac {1}{\theta (T_{0})^{n-1}}}-{\frac {1}{\theta (T)^{n-1}}}\right]} для {\displaystyle n\neq 1}.
Интеграл. стоящий в правой части, является неберущимся, и его значения находят с помощью различных аппроксимирующих функций:
{\displaystyle \int _{T_{0}}^{T}{\frac {A}{\beta }}e^{-{\frac {E_{\text{a}}}{RT}}}\,dT\approx {\frac {RT^{2}}{E_{\text{a}}}}e^{-{\frac {E_{\text{a}}}{RT}}}.}
С использованием данной аппроксимации и учитывая, что {\displaystyle \theta (T_{0})=\theta _{0}}, то есть первоначальному заполнению, можно записать уравнение Вигнера — Поляни в интегральной форме:
{\displaystyle \theta (T)=\theta _{0}\exp \left({\frac {RT^{2}}{E_{\text{a}}}}\exp \left(-{\frac {E_{\text{a}}}{RT}}\right)\right)} для n = 1,
{\displaystyle \theta (T)={\sqrt[{n-1}]{\left({\frac {1}{\theta _{0}^{n-1}}}+{\frac {(n-1)RT^{2}}{E_{\text{a}}}}\exp \left(-{\frac {E_{\text{a}}}{RT}}\right)\right)^{-1}}}} для {\displaystyle n\neq 1.}